# 조환익
조환익(趙煥益, 1950년 2월 27일~)은 대한민국의 관료이다. 본관은 양주이다.

## 학력
- 서울대학교 정치학 학사
- 뉴욕 대학교 경영대학원 경영학 석사
- 한양대학교 경영대학원 경영학 박사

## 경력
- 1973년 : 제14회 행정고시 합격
- 1984년 : 상공부 미주통상과장
- 1993년 : 대통령비서실 경제비서실 부이사관
- 1996년 : 통상산업부 산업정책국장
- 1999년 : 산업자원부 무역투자실장
- 2000년 : 산업자원부 차관보
- 2001년 : 한국산업기술재단 사무총장
- 2004년 : 산업자원부 차관
- 2007년 : 한국수출보험공사 사장
- 2008년 : KOTRA 사장
- 2012년 : 한국전력공사 사장
- 2012년 : 한국원자력산업협의회장
- 2012년 : 대한전기협회장

## 수상
- 1991년 : 대통령 표창
- 2006년 : 황조근정훈장